# 2003年欧洲热浪
2003年欧洲热浪是自至少1540年以來，欧洲大陸所經歷最炎熱的夏天。由于大部分欧洲住宅、老人院並无空调，因此热浪危害了多个国家的居民健康，同時帶來了干旱且造成作物短缺，據估計共造成了約七萬人喪命。法國所受影響尤其嚴重。

## 依國家

### 法国

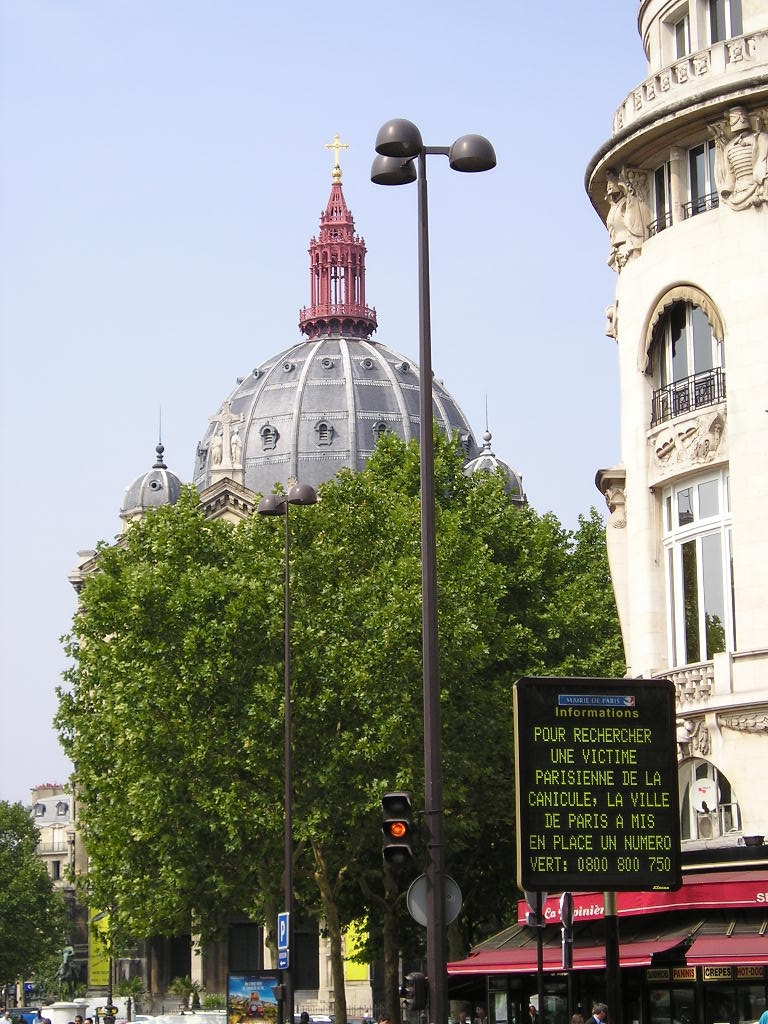
巴黎的公告牌寫著：「有關巴黎熱浪受害者的資訊，巴黎市已設立免費電話：...」。

在法國，根據法國國家健康研究院的數據，熱浪期間發生了14,802例與高溫相關的死亡（主要是老年人）。 法國通常沒有非常炎熱的夏季，特別是在北部地區， 但在2003年8月初，約訥省欧塞尔錄得連續八天氣溫超過40 °C（104 °F）。 由於夏季通常相對溫和，大多數人不知道如何應對極高溫度（例如，在補水方面）。大多數獨立住宅和住宅設施都沒有配備中央空調。
這場災難發生在8月，這個月許多人，包括政府部長和醫生都在度假。許多遺體因親屬都在度假數週無人認領。巴黎郊外的一個冷藏倉庫被殯儀館使用，因為他們自己的設施空間不足。2003年9月3日，巴黎地區仍有57具遺體無人認領，最終被埋葬。
高死亡人數可以用看似無關的事件的結合來解釋。法國的大多數夜晚都很涼爽，即使在夏天也是如此。因此房屋（通常是石頭、混凝土或磚塊建造）在白天不會過度升溫，夜間散發的熱量很少，通常不需要空調。

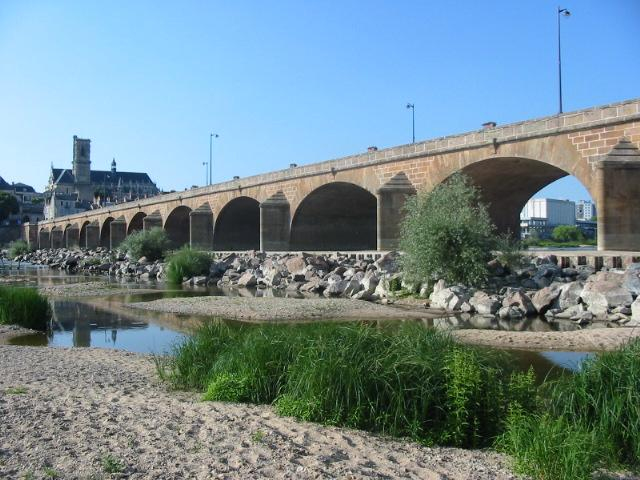
盧瓦爾河在訥韋爾附近幾乎乾涸。

獨居的老年人以前從未面對過如此極端的高溫，不知道如何應對，或者因高溫而在精神或身體上受損，無法自己做出必要的調整。有家庭支持的老年人或居住在養老院的老年人更可能有其他人為他們做出調整。這導致了意外的生存率，最弱的群體死亡人數比身體較健康的人少；大多數熱浪受害者來自不需要持續醫療護理的老年人群體；通常是獨居的無子女婦女。
國家衛生系統的缺陷竟能導致如此高的死亡人數，這在法國引起了爭議。總統雅克·希拉克和總理讓-皮埃爾·拉法蘭的政府將責任歸咎於拋棄老年人而不照顧他們的家庭、影響醫生工作時間的35小時工作週，以及8月度假的家庭醫生。許多公司傳統上在8月關閉，所以人們對何時度假沒有選擇。家庭醫生仍然習慣在同一時間度假。
反對派以及法國地方媒體的許多社論都指責政府。許多人指責衛生部長讓-弗朗索瓦·馬泰在熱浪變得嚴重時未能從假期返回，並指責他的助手阻止公立醫院的緊急措施（如召回醫生）。特別激烈的批評者是急診醫生工會主席帕特里克·佩盧博士，他指責拉法蘭政府無視衛生和急救專業人員的警告，並試圖淡化危機。馬泰在2004年3月31日的內閣改組中失去了部長職位。
並非所有人都指責政府。法國紅十字會官員斯特凡·曼蒂翁說：「法國的家庭結構比歐洲其他地方更加分散，普遍的社會態度認為，一旦老年人被關在公寓門後或養老院裡，他們就是別人的問題。」「這數千名老年受害者並非死於熱浪本身，而是死於他們日復一日生活中的孤立和援助不足，幾乎任何危機情況都可能致命。」
此外，法國2003年熱浪事件顯示熱浪危險如何源於自然和社會因素的複雜關聯。儘管研究確立了熱浪對公共衛生構成重大威脅，但法國沒有相應的政策。直到2003年事件之前，熱浪在法國背景下是一個被嚴重低估的風險，這在一定程度上解釋了高死亡人數。
以下是法國2003年8月的統計數據。
| 地點       | 平均最高溫°C | 平均最低溫°C | 2003年8月最高溫°C | 2003年8月平均溫°C | 2003年8月最低溫°C | 最高溫度°C | 最高平均溫°C | 最高最低溫°C | 2003年8月2-13日最高溫°C | 2003年8月2-13日最低溫°C | 最高溫>35°C天數 | 最高溫>30°C天數 | 平均溫>30°C天數 | 平均溫>22°C天數 | 最低溫>25°C天數 | 最低溫>20°C天數 |
| ---------- | ------------ | ------------ | ----------------- | ----------------- | ----------------- | ---------- | ------------ | ------------ | ----------------------- | ----------------------- | --------------- | --------------- | --------------- | --------------- | --------------- | --------------- |
| 欧塞尔     | 25.8         | 14.1         | 32.5              | 25.0              | 17.5              | 41.1       | 32.0         | 23.3         | 39.3                    | 21.1                    | 11              | 19              | 9               | 23              | 0               | 10              |
| 巴斯蒂亞   | 29.3         | 19.4         | 33.2              | 28.2              | 23.1              | 37.9       | 30.8         | 25.0         | 33.9                    | 23.4                    | 7               | 31              | 3               | 31              | 2               | 31              |
| 比亞里茨   | 24.7         | 17.0         | 28.2              | 24.0              | 19.8              | 40.6       | 31.0         | 23.5         | 31.6                    | 21.3                    | 3               | 6               | 1               | 25              | 0               | 13              |
| 波爾多     | 27.1         | 15.7         | 32.1              | 25.8              | 19.4              | 40.7       | 31.5         | 23.5         | 38.0                    | 21.4                    | 12              | 20              | 6               | 28              | 0               | 13              |
| 滨海布洛涅 | 20.5         | 14.9         | 23.3              | 20.0              | 16.8              | 34.8       | 29.5         | 24.1         | 27.7                    | 19.2                    | 0               | 5               | 0               | 7               | 0               | 6               |
| 格勒諾布爾 | 26.4         | 14.0         | 33.1              | 24.8              | 16.5              | 39.5       | 29.2         | 20.2         | 37.6                    | 17.7                    | 12              | 23              | 0               | 27              | 0               | 2               |
| 里爾       | 23.3         | 13.8         | 26.6              | 21.1              | 15.5              | 36.6       | 28.2         | 20.8         | 32.2                    | 18.3                    | 3               | 9               | 0               | 11              | 0               | 3               |
| 洛里昂     | 22.6         | 13.4         | 28.0              | 21.8              | 15.6              | 37.5       | 29.3         | 21.0         | 33.0                    | 18.4                    | 4               | 11              | 0               | 15              | 0               | 4               |
| 里昂       | 27.2         | 16.0         | 33.6              | 26.8              | 20.0              | 40.5       | 31.2         | 23.2         | 38.4                    | 21.5                    | 11              | 25              | 8               | 30              | 0               | 17              |
| 馬賽       | 28.7         | 18.7         | 34.0              | 28.2              | 22.4              | 37.7       | 31.2         | 26.6         | 35.8                    | 22.9                    | 12              | 29              | 5               | 31              | 2               | 28              |
| 梅茨       | 24.8         | 13.6         | 31.0              | 23.8              | 16.5              | 39.5       | 30.4         | 22.3         | 37.4                    | 19.1                    | 11              | 16              | 2               | 18              | 0               | 4               |
| 蒙彼利埃   | 28.9         | 18.5         | 32.2              | 26.8              | 21.4              | 36.1       | 29.6         | 24.6         | 33.3                    | 21.4                    | 2               | 27              | 0               | 31              | 0               | 27              |
| 南錫       | 24.7         | 13.2         | 31.3              | 23.7              | 16.1              | 39.3       | 29.1         | 22.2         | 37.2                    | 18.0                    | 11              | 16              | 0               | 19              | 0               | 3               |
| 南特       | 25.0         | 14.2         | 30.1              | 23.7              | 17.2              | 39.2       | 31.3         | 23.8         | 35.0                    | 19.6                    | 7               | 13              | 2               | 20              | 0               | 6               |
| 尼斯       | 27.7         | 20.5         | 31.2              | 27.5              | 23.7              | 35.0       | 31.4         | 27.7         | 32.4                    | 25.3                    | 1               | 22              | 4               | 31              | 6               | 31              |
| 尼姆       | 30.6         | 18.4         | 36.0              | 28.5              | 21.0              | 40.5       | 30.8         | 24.3         | 38.5                    | 21.2                    | 22              | 30              | 8               | 22              | 0               | 22              |
| 巴黎       | 25.0         | 15.7         | 29.9              | 24.4              | 18.8              | 39.5       | 32.5         | 25.5         | 36.8                    | 22.6                    | 9               | 13              | 8               | 17              | 2               | 11              |
| 雷恩       | 24.3         | 13.7         | 29.8              | 23.1              | 16.8              | 39.5       | 31.8         | 24.0         | 34.3                    | 19.1                    | 6               | 13              | 2               | 19              | 0               | 4               |
| 聖艾蒂安   | 26.3         | 13.8         | 32.0              | 24.9              | 17.8              | 39.3       | 30.0         | 22.6         | 37.0                    | 19.6                    | 11              | 19              | 1               | 25              | 0               | 7               |
| 史特拉斯堡 | 25.4         | 14.1         | 31.9              | 24.4              | 16.8              | 38.5       | 29.2         | 20.8         | 36.6                    | 18.6                    | 10              | 18              | 0               | 24              | 0               | 4               |
| 圖盧茲     | 27.9         | 16.5         | 34.0              | 27.0              | 20.0              | 40.7       | 31.8         | 23.9         | 38.8                    | 21.4                    | 15              | 27              | 8               | 29              | 0               | 15              |
| 圖爾       | 25.4         | 13.7         | 31.4              | 24.5              | 17.5              | 39.8       | 31.2         | 22.6         | 37.3                    | 21.2                    | 11              | 14              | 5               | 21              | 0               | 10              |

2003年熱浪對許多城市來說是一個警鐘，促使它們採取行動減少都市地區的氣候風險。翌年，該國制定了基於國家預報和警報系統的國家熱浪計劃。儘管此後夏季更加炎熱，但死亡人數已大幅降低。除了大力及時發布警告訊息外，該計劃還包括在老人中心設置降溫室、在遊樂場用更具熱反射性的材料替換柏油路面，以及強制性建築隔熱法規等措施。這反映了人們越來越意識到對熱浪等風險採取綜合應對措施的好處，相比於獨立的技術和項目，並在城市規劃中更加關注綠色基礎設施。自2012年起，法國新建築的建築標準，以及在較小程度上現有建築的標準，都包含了關於熱浪期間舒適度的要求。在巴黎，增加公園和綠地是應對熱浪的另一個關鍵解決方案。當綠地在熱浪期間得到澆灌時，城市綠化最為有效。這樣做可以增加蒸散作用的降溫效果。

### 葡萄牙
在葡萄牙，估計有1,953例超額死亡（修正數據，範圍1,866至2,039例）；比該年預期數字高出43%。 2003年8月1日是數個世紀以來最炎熱的一天，夜間溫度遠超30 °C（86 °F）。同日黎明時分，該國南部地區出現了一場異常風暴。在接下來的一週內，炎熱強勁的西洛可風助長了大範圍森林火災的蔓延。
葡萄牙5%的鄉村和10%的森林（215,000公頃或估計2,150 km2（830 sq mi））被毀，18人在火災中喪生。在歐洲最炎熱的城市之一阿馬雷萊雅，氣溫高達47.3 °C（117.1 °F）。

### 盧森堡
在盧森堡芬德爾，2003年8月8日和12日氣溫達到37.9 °C（100.2 °F），創下該國自1947年開始記錄以來的最高溫度。 這個溫度記錄後來在2019年7月被打破。

### 荷蘭
在荷蘭，約有1,500例與熱浪相關的死亡案例，同樣主要是老年人。這次熱浪沒有打破任何記錄，儘管在正式熱浪之前的7月中旬有四個熱帶天氣指定日，但由於中間有一個涼爽的日子以及荷蘭對熱浪的規格/定義性質，這些天數不被計算在內。
這次熱浪記錄的最高溫度是在8月7日，當時在林堡省的阿爾肯，氣溫達到37.8 °C（100.0 °F），比國家記錄（自1904年以來）低0.8°C。此前只有兩次記錄到更高的溫度。8月8日記錄到37.7 °C（99.9 °F）的溫度，8月12日的溫度為37.2 °C（99.0 °F）。

### 西班牙
最初，西班牙有141例死亡歸因於熱浪。 國家統計局的進一步研究估計，2003年夏季有12,963例超額死亡。各城市的溫度記錄被打破，熱浪在通常較涼爽的西班牙北部感受更為強烈。
以下城市感受到創紀錄的溫度：
- 赫雷斯-德拉弗龍特拉，45.1 °C（113.2 °F）
- 赫羅納，41 °C（106 °F）[21]
- 布爾戈斯，38.8 °C（101.8 °F）[22]
- 聖塞巴斯蒂安，38.6 °C（101.5 °F）[22]
- 蓬特韋德拉，36 °C（97 °F）[23]
- 巴塞隆納，36 °C（97 °F）[24]
- 塞維利亞，53 °C（127 °F）（1995年的記錄是46.6 °C（115.9 °F））[25]

### 意大利
2003年夏季是過去三個世紀中最溫暖的夏季之一。 位於西西里島的卡泰纳诺瓦氣象站在2003年7月的月平均溫度為31.5 °C（88.7 °F），7月17日的絕對最高溫度為46.0 °C（114.8 °F），6月、7月和8月的月平均最高溫度分別為36.0 °C（96.8 °F）、38.9 °C（102.0 °F）和38.0 °C（100.4 °F）。
在某些日子裡，電力消耗的增加，加上從法國進口的電力減少800兆瓦（法國本身也在應對熱浪），迫使意大利電力公司實施輪流停電。 意大利估計與熱浪相關的死亡人數約為20,000人。

### 德國
在德國，由於水位過低，船舶無法在易北河或多瑙河航行。萊茵河的低水位導致貨運能力減少70%至80%。乾旱也導致農業產量下降。煤電廠和核電廠不得不減少發電量，因為由於河水溫度已經很高，它們無法將冷卻水排放到河流中。加上水力發電站的有限產出，這導致了電價上漲。
2003年夏季的平均溫度為19.6°C，是德國有記錄以來最溫暖的。8月9日，卡爾斯魯厄的溫度升至40.2°C，8月13日在卡爾斯魯厄和弗萊堡再次達到此溫度。 估計與熱浪相關的死亡人數為9,500人。

### 瑞士
阿爾卑斯山冰川的融化在瑞士造成了雪崩和山洪暴發。在格勞賓登州的格羅諾記錄到全國新的溫度記錄41.5 °C（106.7 °F）。

### 英國

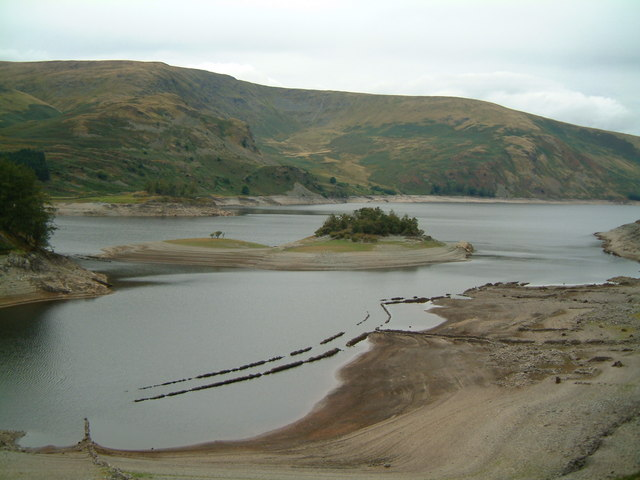
2003年9月霍斯沃特水庫的低水位

英國經歷了有記錄以來最炎熱的夏季之一。大西洋氣旋在7月底和8月初帶來了短暫的涼爽潮濕天氣，然後從8月3日開始溫度大幅上升。英國打破了幾項天氣記錄，包括8月10日在肯特郡法弗舍姆記錄到該國有史以來最高溫度38.5 °C（101.3 °F）的新記錄，這一記錄一直保持到2019年7月的熱浪。
這是英國首次正式記錄到超過38 °C（100 °F）的溫度。 蘇格蘭打破了最高溫度記錄，8月9日在蘇格蘭邊境的格雷克魯克（Greycrook）記錄到32.9 °C（91.2 °F）。
由於多起死亡案例，英國政府發布了其熱健康監測系統，如果白天溫度超過30°C、夜間溫度超過15°C就會發出警告。 根據BBC報導，在2003年熱浪期間，英國可能有超過2,000人死亡，比平常多。
M25高速公路第26和27號交匯處之間的柏油路面融化， 在英格蘭13年來最炎熱的一天，鐵軌因膨脹而彎曲，同時兩名青少年在試圖逃避酷熱時溺水身亡。

### 愛爾蘭
2003年夏季愛爾蘭比平均溫度更溫暖，但那裡的炎熱程度遠不如歐洲其他地區明顯。8月是迄今為止最溫暖、最陽光充足和最乾燥的月份，溫度比平均溫度高約2°C。記錄的最高溫度是8月8日在梅奧郡貝爾德里格（Belderrig）的28.4 °C（83.1 °F）。

## 对农作物的影响
在南欧，农作物遭受严重的旱灾。

### 小麥
這些小麥收成的短缺是長期乾旱的結果。
- 法國 – 20%
- 意大利 – 13%
- 英國 – 12%
- 烏克蘭 – 75%（不確定是受熱浪影響還是當年早期霜凍影響）
- 摩爾多瓦 – 80%

許多其他國家的產量短缺5-10%，歐盟總產量下降了1,000萬噸，即10%。

### 葡萄
熱浪大大加速了葡萄的成熟；同時，高溫使葡萄脫水，使果汁更加濃縮。到8月中旬，某些葡萄園的葡萄已經達到了最佳糖含量，可能產出12.0°–12.5°的葡萄酒（見酒精度）。因此，加上即將到來的雨季天氣變化，收穫比平常提早很多開始（例如在通常9月收穫的地區於8月中旬開始）。
2003年的葡萄酒雖然數量稀少，但被預測具有卓越的品質，特別是在法國。熱浪使匈牙利在2003年國際葡萄酒競賽Vinalies中表現極佳：匈牙利釀酒師總共獲得了九枚金牌和九枚銀牌。

## 海洋影響
影響大氣的異常過熱也在地中海的海面分層和表面洋流上造成了異常。地中海中部的季節性洋流——大西洋愛奧尼亞流（AIS）受到溫暖溫度的影響，導致其路徑和強度發生變化。AIS對重要遠洋商業魚類的繁殖生物學很重要，因此熱浪可能間接影響了這些物種的種群數量。

## 經濟影響

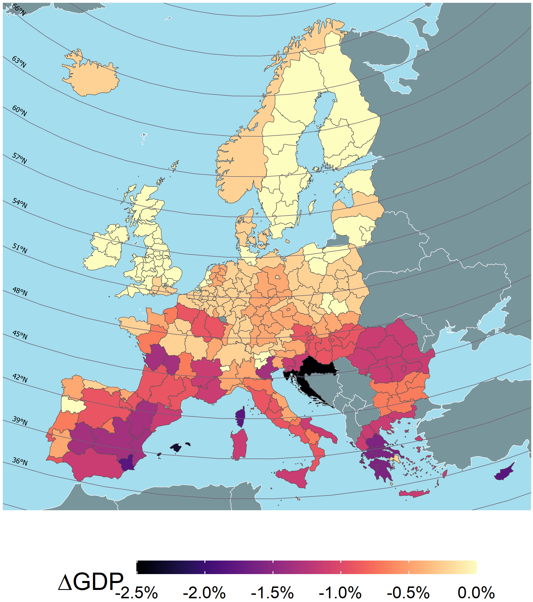
2003年熱浪的地區級成本（佔地區GDP的比例）

極端高溫削弱了個人的工作能力，導致生產力下降，進而影響經濟產出。2003年，歐洲因過度高溫造成的經濟損失達到國內生產總值（GDP）的0.5%。
這比1981-2010年歷史時期平均年份的損失高出2.5倍。在高溫暴露度高且戶外工作比例大的地區，記錄到超過GDP 1%的損失。